# 71. ceremonia wręczenia Złotych Globów
71. ceremonia wręczenia Złotych Globów za rok 2013, nagród przyznawanych przez Hollywoodzkie Stowarzyszenie Prasy Zagranicznej (HFPA) odbyła się 12 stycznia 2014 roku w Beverly Hilton Hotel w Hollywood. Ceremonię na terenie USA transmitowała stacja NBC. Wydarzenie to transmitowane było w ponad 160 krajach.
Galę poprowadziły ponownie aktorki komediowe Tina Fey i Amy Poehler.
Nominacje do nagród ogłoszono 12 grudnia 2013 roku; prezentacji nominacji dokonał Aziz Ansari wraz z aktorkami Olivią Wilde i Zoe Saldaną.
Miss Złotych Globów wybrana została Sosie Bacon, córka aktora Kevina Bacona.
Nagroda im. Cecila B. DeMille’a została przyznana reżyserowi Woody’emu Allenowi. W imieniu aktora nagrodę odebrała aktorka Diane Keaton.

## Laureaci i nominowani
Laureaci nagród wyróżnieni są wytłuszczeniem

### Produkcje kinowe

#### Najlepszy film dramatyczny
- Zniewolony. 12 Years a Slave
  - Kapitan Phillips
  - Grawitacja
  - Tajemnica Filomeny
  - Wyścig

#### Najlepszy film komediowy lub musical
- American Hustle
  - Ona
  - Co jest grane, Davis?
  - Nebraska
  - Wilk z Wall Street

#### Najlepsza aktorka w filmie dramatycznym
- Cate Blanchett − Blue Jasmine
  - Sandra Bullock − Grawitacja
  - Judi Dench − Tajemnica Filomeny
  - Emma Thompson − Ratując pana Banksa
  - Kate Winslet − Długi, wrześniowy weekend

#### Najlepsza aktorka w filmie komediowym lub musicalu
- Amy Adams − American Hustle
  - Julie Delpy − Przed północą
  - Greta Gerwig − Frances Ha
  - Julia Louis-Dreyfus − Ani słowa więcej
  - Meryl Streep − Sierpień w hrabstwie Osage

#### Najlepszy aktor w filmie dramatycznym
- Matthew McConaughey − Witaj w klubie
  - Chiwetel Ejiofor − Zniewolony. 12 Years a Slave
  - Tom Hanks − Kapitan Phillips
  - Robert Redford − Wszystko stracone
  - Idris Elba − Mandela: Droga do wolności

#### Najlepszy aktor w filmie komediowym lub musicalu
- Leonardo DiCaprio − Wilk z Wall Street
  - Christian Bale − American Hustle
  - Bruce Dern − Nebraska
  - Oscar Isaac − Co jest grane, Davis?
  - Joaquin Phoenix − Ona

#### Najlepsza aktorka drugoplanowa
- Jennifer Lawrence − American Hustle
  - Sally Hawkins − Blue Jasmine
  - Lupita Nyong’o − Zniewolony. 12 Years a Slave
  - June Squibb − Nebraska
  - Julia Roberts − Sierpień w hrabstwie Osage

#### Najlepszy aktor drugoplanowy
- Jared Leto − Witaj w klubie
  - Barkhad Abdi − Kapitan Phillips
  - Daniel Brühl − Wyścig
  - Bradley Cooper − American Hustle
  - Michael Fassbender − Zniewolony. 12 Years a Slave

#### Najlepszy reżyser
- Alfonso Cuarón − Grawitacja
  - Paul Greengrass − Kapitan Phillips
  - Steve McQueen − Zniewolony. 12 Years a Slave
  - Alexander Payne − Nebraska
  - David O. Russell − American Hustle

#### Najlepszy scenariusz
- Spike Jonze − Ona
  - Bob Nelson − Nebraska
  - Steve Coogan i Jeff Pope − Tajemnica Filomeny
  - John Ridley − Zniewolony. 12 Years a Slave
  - David O. Russell i Eric Warren Singer − American Hustle

#### Najlepszy film nieanglojęzyczny
- Wielkie piękno
  -  Życie Adeli
  -  Polowanie
  -  Zrywa się wiatr
  -  Przeszłość

#### Najlepsza muzyka
- Alex Ebert − Wszystko stracone
  - Alex Heffes − Mandela: Droga do wolności
  - Steve Price − Grawitacja
  - John Williams − Złodziejka książek
  - Hans Zimmer − Zniewolony. 12 Years a Slave

#### Najlepsza piosenka
- Ordinary Love z filmu Mandela: Droga do wolności (muzyka i tekst: U2)
  - Atlas z filmu Igrzyska śmierci: W pierścieniu ognia (muzyka i tekst: Coldplay)
  - Let It Go z filmu Kraina lodu (muzyka i tekst: Kristen Anderson-Lopez i Robert Lopez)
  - Please Mr. Kennedy z filmu Co jest grane, Davis? (muzyka i tekst: Justin Timberlake, Oscar Isaac i Adam Driver)
  - Sweeter Than Fiction z filmu Masz talent (muzyka i tekst: Taylor Swift)

#### Najlepszy film animowany
- Kraina lodu
  - Krudowie
  - Minionki rozrabiają

### Produkcje telewizyjne

#### Najlepszy serial dramatyczny
- Breaking Bad, AMC
  - Masters of Sex, Showtime
  - Downton Abbey, ITV
  - Żona idealna, CBS
  - House of Cards, Netflix

#### Najlepszy serial komediowy
- Brooklyn 9-9, Fox
  - Dziewczyny, HBO
  - Teoria wielkiego podrywu, CBS
  - Współczesna rodzina, ABC
  - Parks and Recreation, NBC

#### Najlepszy miniserial lub film telewizyjny
- Wielki Liberace, HBO
  - American Horror Story: Coven, FX
  - Dancing on the Edge, BBC Two
  - Tajemnice Laketop, Sundance Channel
  - Biała królowa, BBC One

#### Najlepsza aktorka w serialu dramatycznym
- Robin Wright − House of Cards
  - Kerry Washington − Skandal
  - Taylor Schilling − Orange Is the New Black
  - Tatiana Maslany − Orphan Black
  - Julianna Margulies − Żona idealna

#### Najlepszy aktor w serialu dramatycznym
- Bryan Cranston − Breaking Bad
  - Liev Schreiber − Ray Donovan
  - Michael Sheen − Masters of Sex
  - Kevin Spacey − House of Cards
  - James Spader − Czarna lista

#### Najlepsza aktorka w serialu komediowym
- Amy Poehler − Parks and Recreation
  - Lena Dunham − Dziewczyny
  - Julia Louis-Dreyfus − Figurantka
  - Zooey Deschanel − Jess i chłopaki
  - Edie Falco − Siostra Jackie

#### Najlepszy aktor w serialu komediowym
- Andy Samberg − Brooklyn 9-9
  - Don Cheadle − Kłamstwa na sprzedaż
  - Jason Bateman − Bogaci bankruci
  - Michael J. Fox − The Michael J. Fox Show
  - Jim Parsons − Teoria wielkiego podrywu

#### Najlepsza aktorka w miniserialu lub filmie telewizyjnym
- Elisabeth Moss − Tajemnice Laketop
  - Helena Bonham Carter − Burton & Taylor
  - Rebecca Ferguson − Biała królowa
  - Jessica Lange − American Horror Story: Coven
  - Helen Mirren − Phil Spector

#### Najlepszy aktor w miniserialu lub filmie telewizyjnym
- Michael Douglas − Wielki Liberace
  - Matt Damon − Wielki Liberace
  - Chiwetel Ejiofor − Dancing on the Edge
  - Idris Elba − Luther
  - Al Pacino − Phil Spector

#### Najlepsza aktorka drugoplanowa w serialu, miniserialu lub filmie telewizyjnym
- Jacqueline Bisset − Dancing on the Edge
  - Hayden Panettiere − Nashville
  - Janet McTeer − Biała królowa
  - Monica Potter − Parenthood
  - Sofía Vergara − Współczesna rodzina

#### Najlepszy aktor drugoplanowy w serialu, miniserialu lub filmie telewizyjnym
- Jon Voight − Ray Donovan
  - Josh Charles − Żona idealna
  - Rob Lowe − Wielki Liberace
  - Aaron Paul − Breaking Bad
  - Corey Stoll − House of Cards

### Nagroda Cecila B. DeMille’a
- Woody Allen

### Gwiazda Złotych Globów
- Sosie Bacon

## Podsumowanie ilości nominacji
(Ograniczenie do dwóch nominacji)

### Kino
7 : Zniewolony. 12 Years a Slave, American Hustle
5 : Nebraska
4 : Kapitan Phillips, Grawitacja
3 : Tajemnica Filomeny, Ona, Co jest grane, Davis?, Mandela: Droga do wolności
2 : Wyścig, Wilk z Wall Street, Sierpień w hrabstwie Osage, Kraina lodu, Witaj w klubie, Wszystko stracone, Blue Jasmine

### Telewizja
4 : House of Cards, Wielki Liberace
3 : Breaking Bad, Żona idealna, Dancing on the Edge, Biała królowa
2 : Masters of Sex, Dziewczyny, Teoria wielkiego podrywu, Brooklyn 9-9, Współczesna rodzina, Parks and Recreation, American Horror Story: Sabat, Tajemnice Laketop, Ray Donovan, Phil Spector